# Севлиево (община)
Вижте пояснителната страница за други значения на Севлиево.
Община Севлиево се намира в Северна България и е една от съставните общини на област Габрово, най-голямата в областта.

## География

### Географско положение, граници, големина
Общината е разположена в западната част на област Габрово. С площта си от 941,355 km2 заема 1-во място сред 4-те общини на областта, което съставлява 46,46% от територията на областта (най-голям процент от всичките български общини). Границите ѝ са следните:
- на изток – община Дряново и община Габрово;
- на юг – община Павел баня, област Стара Загора;
- на запад – община Априлци, община Троян и община Ловеч, област Ловеч;
- на североизток – община Сухиндол и община Велико Търново, област Велико Търново.

### Релеф, води

#### Релеф
Релефът на общината е високо-, средно-, ниско планински, хълмист и равнинен, като територията ѝ изцяло попада в пределите на две физикогеографски области на България – Средна Стара планина и Средния Предбалкан.
Южната част на общината, на юг от условната линия между селата Кръвеник и Купен се заема от северните разклонения на Калоферска планина (част от Средна Стара планина). От билото на планината на север се спускат дълги и тесни ридове, между които в дълбоки и залесени долини протичат река Росица и нейните множество леви и десни притоци. Тук на границата с община Павел баня, на запад-югозапад от хижа „Мазалат“, в централната част на планината се издига връх Карабурун (1971 m), най-високата точка на общината.
Останалата част на общината изцяло се заема от множество ридове, възвишения, височини и котловини, части от Средния Предбалкан.
Районът между условната линия между селата Кръвеник и Купен на юг и Севлиевското поле на север се заема от мощния Черновръшки рид, който в пределите на общината се простира на около 20 km от запад на изток и около 12 km от север на юг. Най-високата му точка е връх Черни връх (1199 m), издигащ се южно от заличеното село Баева ливада, на границата с община Априлци. През средата ридът е проломен от долината на река Росица. Северно от рида се простира обширното Севлиевско поле, през което от юг на север протича река Росица, от запад на изток левият ѝ приток Видима, а от изток на запад десният ѝ приток река Лопушница. В североизточната част на полето, на брега на река Росица е разположен общинският център град Севлиево.
Северно от Севлиевското поле на територията на община Севлиево се простират части от още пет броя ридове и възвишения на Средния Предбалкан. На запад от град Севлиево и северно от широката долина на река Видима се издигат най-източните части на Микренските височини – връх Кръста (502 m), разположен северно от село Дамяново. На север Севлиевското поле се загражда от дългите около 30 km Севлиевски височини, през които от юг на север в дълбок пролом протича река Росица. Сега проломът е зает от водите на язовир „Александър Стамболийски“. На запад от пролома Севлиевските височини са по-високи и тук, западно от село Петко Славейков, на границата с община Ловеч се издига техният първенец връх Петриша (627 m). Източната част на Севлиевските височини носят името Крушевски рид, като тук максималната височина е при връх Гюнето (583 m), на изток от село Крушево. На североизток от Крушевския рид в пределите на общината попада малка част от платото Плужна (452 m, северно от село Добромирка), а на изток от рида – най-западните части на рида Стените (връх Голямата стена, 552 m, на север от село Буря.
Най-северните части на общината, на север от долината на река Крапец (ляв приток на Росица) се заемат от югоизточните части на Деветашкото плато, с максимална височина от 556 m, разположена на запад от село Агатово.
Най-ниската точка на общината е нивото на язовир „Александър Стамболийски“ – около 135 m н.в.

#### Води
Основна водна артерия на община Севлиево е река Росица, която протича с горното и част от средното си течение през нея от юг на север. Реката извира от Калоферска планина, източно от хижа „Мазалат“. Тече на север в дълбока и залесена долина и при село Стоките излиза от планината. В този си участък в нея се вливат отляво реките Багреница, Бяла река и Негойчевица, а отдясно – реките Мала Бухалница, Зелениковец и Маришница.
След това реката проломява Черновръшкия рид и при село Горна Росица навлиза в Севлиевското поле. В пролома реката получава два по-големи леви притока – реките Студена и Щолби.
В Севлиевското поле река Росица протича от юг на север, минава през източната част на град Севлиево и при село Кормянско напуска равното поле. Тук тя получава три притока. От запад, малко преди град Севлиево в нея се влива най-големият ѝ приток река Видима, която тече в широка около 4 km и дълга около 20 km долина, която представлява западно продължение на Севлиевското поле. При село Градница отдясно в нея се влива най-големият ѝ приток Граднишка река. При село Горна Росица отдясно в Росица се влива река Лопушница, която също тече в широка долина, и която е югоизточно продължение на Севлиевското поле. При град Севлиево отдясно в нея се влива река Чопарата, водеща началото си от най-източните части на Крушевския рид.
След като напусне Севлиевското поле река Росица проломява и Севлиевските височини, след което напуска пределите на община Севлиево. Тази част от течението на реката е заето от водите на язовир „Александър Стамболийски“, като на територията на общината е горната му част. В този участък река Росица получава два по-големи леви притока, вливащи се в язовира – реките Крапец и Мъгъра.

## Население

### Етнически състав (2011)
Численост и дял на етническите групи според преброяването на населението през 2011 г.:
|                     | Численост | Дял (в %) |
| Общо                | 35 995    | 100,00    |
| Българи             | 27 045    | 75,14     |
| Турци               | 5 405     | 15,02     |
| Цигани              | 618       | 1,72      |
| Други               | 152       | 0,42      |
| Не се самоопределят | 379       | 1,05      |
| Неотговорили        | 2 396     | 6,66      |

### Населени места
Общината има 46 населени места с общо население 29 676 жители към 7 септември 2021 г.
| Населено място  | Население (2021 г.) | Площ на землището km2 | Забележка (старо име)                  | Населено място  | Население (2021 г.) | Площ на землището km2 | Забележка (старо име)            |
| --------------- | ------------------- | --------------------- | -------------------------------------- | --------------- | ------------------- | --------------------- | -------------------------------- |
| Агатово         | 231                 | 36,488                |                                        | Крамолин        | 304                 | 44,873                |                                  |
| Батошево        | 648                 | 22,145                | Батошово                               | Крушево         | 467                 | 39,022                | Крушово (Ахлатлъ)                |
| Бериево         | 225                 | 26,291                |                                        | Кръвеник        | 177                 | 56,948                |                                  |
| Боазът          | 25                  | -                     | в з-щето на с. Столът                  | Купен           | 14                  | -                     | в з-щето на с. Стоките           |
| Богатово        | 359                 | 16,471                |                                        | Ловнидол        | 285                 | 38,727                | Чифтлик                          |
| Буря            | 156                 | 22,480                | Малкочево                              | Малки Вършец    | 111                 | 25,363                | Сръбе, Сърбе                     |
| Валевци         | 13                  | -                     | в з-щето на с. Стоките                 | Младен          | 154                 | 16,212                | Букурово                         |
| Войнишка        | 18                  | -                     | в з-щето на с. Кръвеник                | Млечево         | 104                 | 31,632                |                                  |
| Горна Росица    | 786                 | 24,650                | Дерелии                                | Петко Славейков | 880                 | 21,716                | Аканджилари                      |
| Градище         | 109                 | 26,083                |                                        | Попска          | 20                  | -                     | в з-щето на с. Стоките           |
| Градница        | 822                 | 22,652                |                                        | Ряховците       | 1112                | 28,880                | Рава                             |
| Дамяново        | 303                 | 25,665                |                                        | Севлиево        | 17807               | 41,244                |                                  |
| Дебелцово       | -                   | 16,297                |                                        | Селище          | 98                  | -                     | в з-щето на с. Стоките           |
| Дисманица       | 1                   | -                     | в з-щето на с. Млечево                 | Сенник          | 838                 | 32,093                | Чадърлии                         |
| Добромирка      | 615                 | 42,247                |                                        | Стоките         | 167                 | 132,951               |                                  |
| Душево          | 853                 | 27,308                | Душово                                 | Столът          | 224                 | 34,626                | Граднишки колиби                 |
| Душевски колиби | 10                  | -                     | Душовски колиби, в з-щето на с. Душево | Табашка         | 41                  | -                     | в з-щето на с. Кръвеник          |
| Енев рът        | 14                  | -                     | в з-щето на с. Шумата                  | Тумбалово       | 51                  | -                     | в з-щето на с. Стоките           |
| Идилево         | 84                  | 12,729                |                                        | Търхово         | 80                  | 15,481                |                                  |
| Карамичевци     | 21                  | -                     | в з-щето на с. Батошево                | Угорелец        | 9                   | -                     | в з-щето на с. Стоките           |
| Кастел          | 29                  | -                     | в з-щето на с. Батошево                | Хирево          | 136                 | 12,798                |                                  |
| Корията         | 4                   | -                     | в з-щето на с. Душево                  | Шопите          | 3                   | -                     | в з-щето на с. Кръвеник          |
| Кормянско       | 647                 | 24,858                | Корменджик                             | Шумата          | 621                 | 22,425                |                                  |
|                 |                     |                       |                                        | ОБЩО            | 29676               | 941,355               | 16 населени места са без землища |

## Административно-териториални промени
- Указ № 38/обн. 21 януари 1892 г. – преименува м. Граднишки колиби на м. Столът;
- през 1914 г. – н.м. Корията (от м. Енев рът) е призната за м. Корията без административен акт;
- Указ № 28/обн. 31 януари 1928 г. – признава м. Шумата за с. Шумата;
- МЗ № 2820/обн. 14.08.1934 г. – преименува с. Дерелии на с. Горна Росица;

– преименува с. Сръбе, (Сърбе) на с. Малки Вършец;
– преименува с. Аканджилари на с. Петко Славейков;
– преименува с. Чадърлии на с. Сенник;
- МЗ № 1380/обн. 01.06.1939 г. – признава м. Столът за с. Столът;
- Указ № 448/обн. 06.09.1950 г. – преименува с. Малкочево на с. Буря;
- Указ № 47/обн. 09.02.1951 г. – преименува с. Букурово (Бокурово) на с. Младен;
- Указ № 487/обн. 16.12.1952 г. – заличава с. Бара поради изселване;
- през 1956 г. – осъвременено е името на с. Батошово на с. Батошево без административен акт;

– осъвременено е името на с. Душово на с. Душево без административен акт;
– осъвременено е името на м. Душовски колиби на м. Душевски колиби без административен акт;
– осъвременено е името на с. Крушово на с. Крушево без административен акт;
- Указ № 2294/обн. 26.12.1978 г. – признава махалите Боазът, Войнишка, Енев рът, Карамичевци, Кастел, Купен, Попска, Табашка, Тумбалово, Угорелец и Шопите за села;
- Указ № 1320/обн. 06.05.1983 г. – признава н.м. Валевци (от с. Угорелец) за с. Валевци;

– признава н.м. Селището (от с. Стоките) за с. Селище;
- Указ № 3005/обн. ДВ бр.78/09.10.1987 г. – закрива община Градница и присъединява всичките ѝ населени места към община Севлиево;

– закрива община Стоките и присъединява всичките ѝ населени места към община Севлиево;
- На основание §7 (т.3) от Закона за административно-териториалното устройство на Република България (ДВ, бр. 63/14.07.1995 г.) всички махали, колиби, гари, минни и промишлени селища придобиват статут на села;
- Указ № 26/обн. ДВ бр.15/10.02.2000 г. – отделя с. Буря и неговото землище от община Дряново и го присъединява към община Севлиево;
- Реш МС № 166/обн. ДВ бр. 28/19.03.2013 г.[3] – заличава с. Дрянът;

– заличава селата Баева ливада, Българи, Малиново, Мариновци и Рогулят и ги присъединява като квартали на с. Млечево;
– заличава с. Дялък и го присъединява като квартал на с. Столът.

## Стопанство
Промишлените производства са съсредоточени основно в града но част от тях са изнесени и извън него. Водещи предприятия са: фирмите „Идеал Стандарт – Видима“ – за санитарна арматура и санитарна керамика, АВВ „Авангард“ – за производство на високоволтови електроизделия, „Оригинал“ – пресформи за леене под налягане, с противоналягане и по пневмобуталния метод, „Емка“ – електропроводници за индустрията и бита. Трикотажни изделия произвежда фирма „Росица“, а текстилни – фирма „Бриз“. Друга група фирми работят в областта на дървопреработването – „Батой“, „Борела-С“, „Абанос“, „Изгрев-90“, „Паралел“, включително и в мебелно производство.

## Транспорт
През общината преминават частично 13 пътя от Републиканската пътна мрежа на България с обща дължина 185 km:
- участък от 31,3 km от Републикански път I-4 (от km 68,9 до km 100,2);
- началният участък от 12,5 km от Републикански път II-44 (от km 0 до km 12,5);
- последният участък от 10,2 km от Републикански път III-401 (от km 47,9 до km 58,1);
- началният участък от 26,4 km от Републикански път III-403 (от km 0 до km 26,4);
- началният участък от 28,4 km от Републикански път III-404 (от km 0 до km 28,4);
- началният участък от 7,4 km от Републикански път III-405 (от km 0 до km 7,4);
- началният участък от 10,1 km от Републикански път III-406 (от km 0 до km 10,1);
- последният участък от 2,8 km от Републикански път III-609 (от km 84,1 до km 86,9);
- последният участък от 10 km от Републикански път III-3011 (от km 15,5 до km 25,5);
- началният участък от 16 km от Републикански път III-4041 (от km 0 до km 16,0);
- началният участък от 5,2 km от Републикански път III-4402 (от km 0 до km 5,2);
- последният участък от 0,6 km от Републикански път III-4403 (от km 15,9 до km 16,5);
- последният участък от 24,1 km от Републикански път III-6072 (от km 5 до km 29,1).

## Топографска карта
- Лист от карта K-35-26. Мащаб: 1 : 100 000.
- Лист от карта K-35-27. Мащаб: 1 : 100 000.
- Лист от карта K-35-38. Мащаб: 1 : 100 000.
- Лист от карта K-35-39. Мащаб: 1 : 100 000.